# San Ignacio (Honduras)
San Ignacio – gmina (municipio) w środkowym Hondurasie, w departamencie Francisco Morazán. W 2010 roku zamieszkana była przez około 7,4 tys. mieszkańców. Siedzibą administracyjną jest miejscowość San Ignacio.

## Położenie
Gmina położona jest w północnej części departamentu. Graniczy z gminami:
- Marale od północy,
- Guaimaca i Cedros od południa,
- Orica od wschodu,
- El Porvenir od zachodu.

## Miejscowości
Według Narodowego Instytutu Statystycznego Hondurasu na terenie gminy położone były następujące miejscowości:
- San Ignacio
- El Escano de Tepale
- El Naranjal
- El Portillo de Siale
- San Miguel de Barrosa
- Urrutia
- Yoculateca